# دسیمیروواتس
دسیمیروواتس (به صربی: Desimirovac) یک منطقهٔ مسکونی در صربستان است که در Aerodrom واقع شده‌است. دسیمیروواتس ۱٬۴۰۱ نفر جمعیت دارد.